# John E. McCosker
John Edward McCosker (* 17. November 1945 in Los Angeles, Kalifornien) ist ein US-amerikanischer Ichthyologe. Er war langjähriger Geschäftsführer der California Academy of Sciences.

## Leben
McCosker ist der Sohn von Joseph Samuel and Betty Eleanor McCosker, geborene Hoyt. 1967 erlangte er den Bachelor of Arts am Occidental College in Los Angeles, wo ihm 1987 die Ehrendoktorwürde verliehen wurde. Von 1970 bis 1971 war er Forschungsstipendiat in Ichthyologie am Smithsonian Tropical Research Institute (STRI) in Panama. 1973 wurde er an der Scripps Institution of Oceanography in La Jolla, San Diego, Kalifornien, mit der Dissertation The osteology, classification, and relationships of the eel family Ophichthidae (Pisces, Anguilliformes) zum Ph.D. in Meeresbiologie promoviert. Nachdem Earl S. Herald im Januar 1973 bei einem Tauchunfall ums Leben kam, übernahm McCosker die Verwaltung des Steinhart Aquarium der California Academy of Sciences im Golden Gate Park in San Francisco und ab 1976 den Direktorenposten, den er bis 1994 innehatte. Von 1976 bis 1986 war er geschäftsführender Direktor der California Academy of Sciences. Von 1980 bis 1983 leitete er das Öffentlichkeitsprogramm der California Academy of Sciences. Von 1988 bis 1989 und ein weiteres Mal im Jahr 1994 war er Interims-Exekutivdirektor der California Academy of Sciences. Von 1991 bis 1993 war er geschäftsführender Direktor der Finanzabteilung der California Academy of Sciences. Seit 1995 ist er leitender Wissenschaftler und Vorsitzender der Abteilung für Aquatische Biologie an der California Academy of Sciences.
McCoskers Hauptinteressen gelten der Evolution und dem Verhalten von Schlangenaalen und Muränen, der Evolution und der Gemeinschaftsstruktur von Rifffischansammlungen im östlichen Pazifik, der Biologie und der Systematik der Galapagos-Küstenfische, der Pflege von mesopelagischen Tieren im Aquarium, dem Verhalten von Seeschlangen, Solarenergie-Anwendungen im Aquarium-Design sowie der Biologie primitiver Fische. McCosker unternahm 24 Expeditionen, darunter in die Antarktis, nach Australien, nach Südostasien, zu den Pazifikinseln, nach Süd- und Mittelamerika, 1975 zu den Komoren, wo er zwei tiefgefrorene Exemplare des Quastenflossers erwerben konnte und 1980 an die Küste von Südaustralien, wo er die Biologie der Weißen Haie studierte. Ab 1977 unternahm er zehn Expeditionen zu den Galapagosinseln, wo er unbekannte Haie, Aale, Rochen und Skorpionfische beobachten konnte, darunter 35 Fischarten, die nur in den Gewässern vor Galapagos vorkommen. 1996 und 1999 entstanden die Dokumentarfilme Galapagos: Beyond Darwin und Galapagos des Filmemachers Al Giddings, in denen McCosker mitwirkte.
McCosker ist Mitglied der American Association for the Advancement of Science, der American Society of Ichthyologists and Herpetologists, der Society for the Protection of Old Fishes, der American Association of Zoos and Aquariums, der Ocean Trust Foundation, der Bolinas Lagoon Foundation und der Oceanic Society. Er ist seit 1970 verheiratet.

## Dedikationsnamen
Nach McCosker sind die Fischarten Eptatretus mccoskeri, Gymnothorax mccoskeri, Hydrolagus mccoskeri, Myxine mccoskeri, Neenchelys mccoskeri, Ogilbia mccoskeri, Paracheilinus mccoskeri, Protoblepharon mccoskeri, Spicomacrurus mccoskeri, Phenacoscorpius mccoskeri, Ophichthus johnmccoskeri,  Ophichthus mccoskeri sowie die Gattung Mccoskerichthys benannt.